# Jozafat Antoni Mirski
Jozafat Antoni Mirski Światopełk herbu Białynia Odmienna – marszałek brasławski od 1718 roku, podstarości brasławski w latach 1703–1717, chorąży brasławski w latach 1700–1718.
Poseł brasławski na sejm 1718 roku i sejm 1720 roku.